# Esther Brand
Esther Cornelia Brand (meisjesnaam: van Heerden) (Springbok, 29 september 1922 – Bloemfontein, 20 juni 2015) was een Zuid-Afrikaans hoogspringster. Tijdens de Olympische Spelen van 1952 in Helsinki won ze het onderdeel hoogspringen. Zij was de eerste Zuid-Afrikaanse die een gouden medaille won op een atletiekonderdeel.

## Atletiekcarrière
In 1941 zette Brand een wereldrecord met een hoogte van 1,66 m, dat pas negentien jaar later werd erkend. Ze werd niet geselecteerd voor de Olympische Spelen van 1952 vanwege haar leeftijd (bijna 30), maar via atletiekbonden in haar land werd ze toch afgevaardigd. Tijdens de spelen won Brand het hoogspringen met een hoogte van 1,67. Ook kwam zij uit voor het onderdeel discuswerpen, maar kwam niet door de kwalificatie. 

## Het leven na atletiek
Brand was getrouwd en had ze twee kinderen In 2015 overleed zij aan de gevolgen van een val.

## Titels
- Olympisch kampioene hoogspringen - 1952

## Persoonlijke records
| Onderdeel    | Prestatie | Datum        | Plaats   |
| ------------ | --------- | ------------ | -------- |
| hoogspringen | 1,67 m    | 27 juli 1952 | Helsinki |
| discuswerpen | 34,18 m   | 20 juli 1952 | Helsinki |

1928: Ethel Catherwood ·
1932: Jean Shiley ·
1936: Ibolya Csák ·
1948: Alice Coachman ·
1952: Esther Brand ·
1956: Mildred McDaniel ·
1960: Iolanda Balaș ·
1964: Iolanda Balaș ·
1968: Miloslava Rezková ·
1972: Ulrike Meyfarth ·
1976: Rosemarie Ackermann ·
1980: Sara Simeoni ·
1984: Ulrike Meyfarth ·
1988: Louise Ritter ·
1992: Heike Henkel ·
1996: Stefka Kostadinova ·
2000: Jelena Jelesina ·
2004: Jelena Slesarenko ·
2008: Tia Hellebaut ·
2012: Anna Tsjitsjerova ·
2016: Ruth Beitia ·
2020: Maria Lasitskene ·
2024: Jaroslava Mahoetsjich